# Идея
Идея (от гръцки ἰδέα – вид, форма) е философски термин свързан с мисловен образ на някаква част от битието, атрибут на мисленето и логиката. В науката и изкуството идея е главната мисъл, главната тема на произведението или теорията.
Едни от философите, развили понятието идея, са Платон, Рене Декарт, Аристотел, Имануел Кант и Хегел. За Платон идеята е нещо вечно, което предхожда материята. Кант разглежда идеята като функция на разума, а за Хегел тя е обективна истина, съвпадение на мисъл и реалност, на обект и субект.
В днешно време идеите са тясно свързани с понятия като патент, авторско право и секретна информация.